# Gare de Kenton
La gare de Kenton (en anglais : Kenton Green railway station), est une gare ferroviaire de la Watford DC line (en), en zone 4 Travelcard. Elle  est située sur la Kenton Road à Kenton, dans le borough londonien de Brent, sur le territoire du Grand Londres.
C'est une gare Network Rail desservie par des trains London Overground de Transport for London. Elle est en correspondance avec la station Kenton de la ligne Bakerloo dont les rames utilisent les mêmes voies et quais.

## Situation ferroviaire
La gare de Kenton est établie sur la Watford DC line (en) entre la gare de Harrow & Wealdstone, en direction de la gare de Watford Junction, et de la gare de South Kenton, en direction de la gare d'Euston. Elle dispose de quatre quais (dont 3 centraux), numérotés 1 à 7.

Plans de la ligne et des transports à Londres
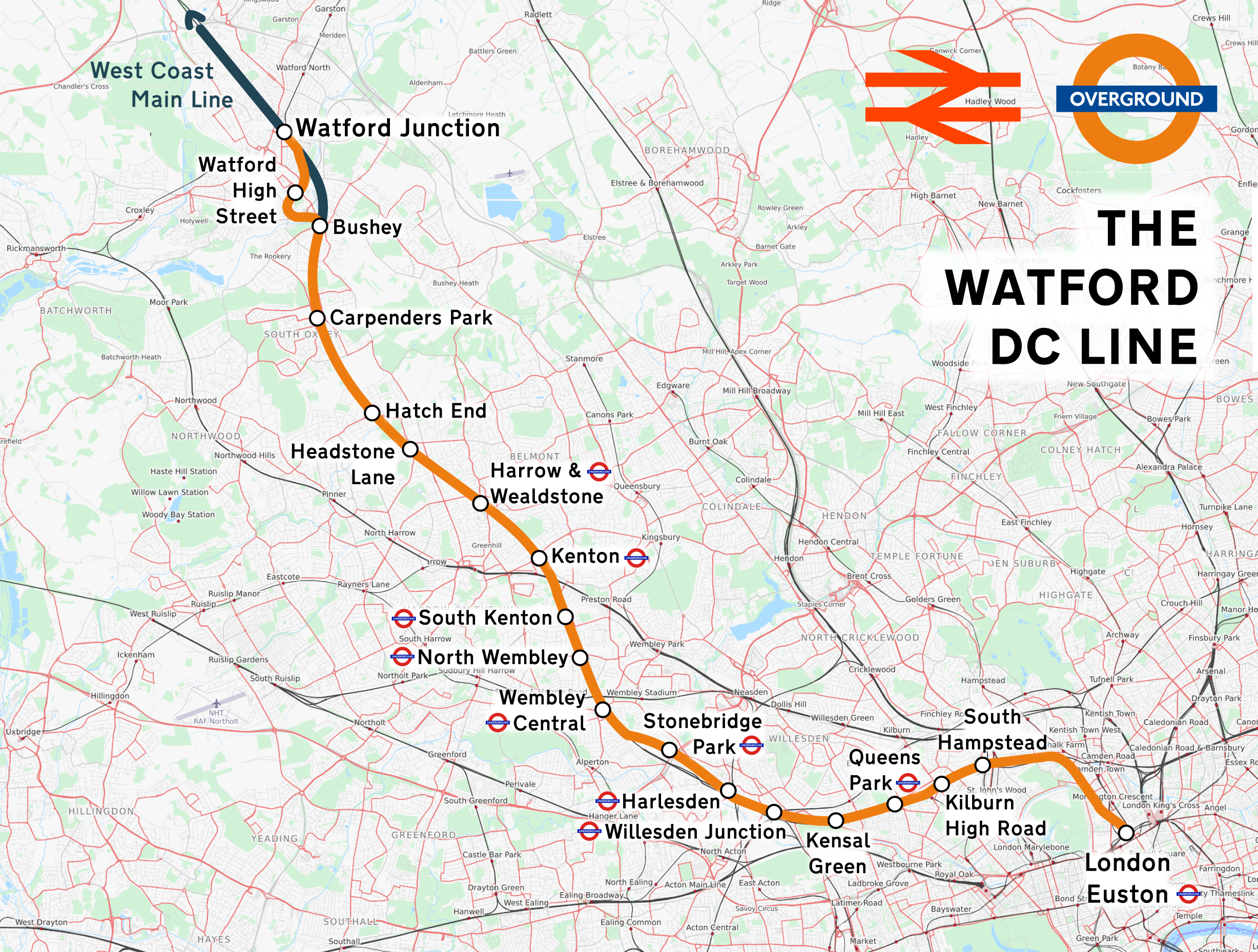
Watford DC line.
Réseau Overground.
Plan des transports.

## Histoire
La gare de Kenton est mise en service le 15 juin 1912, lors de l'ouverture à l'exploitation de la section de la gare de Willesden Junction à la gare de Harrow & Wesldstone

## Service des voyageurs

### Accueil
La gare dispose d'une entrée principale sur la Kenton Road à Kenton.

### Desserte
La gare de Kenton est desservie par les trains de banlieue du London Overground circulant sur la relation : gare de Watford Junction - gare d'Euston.

Installations et desserte
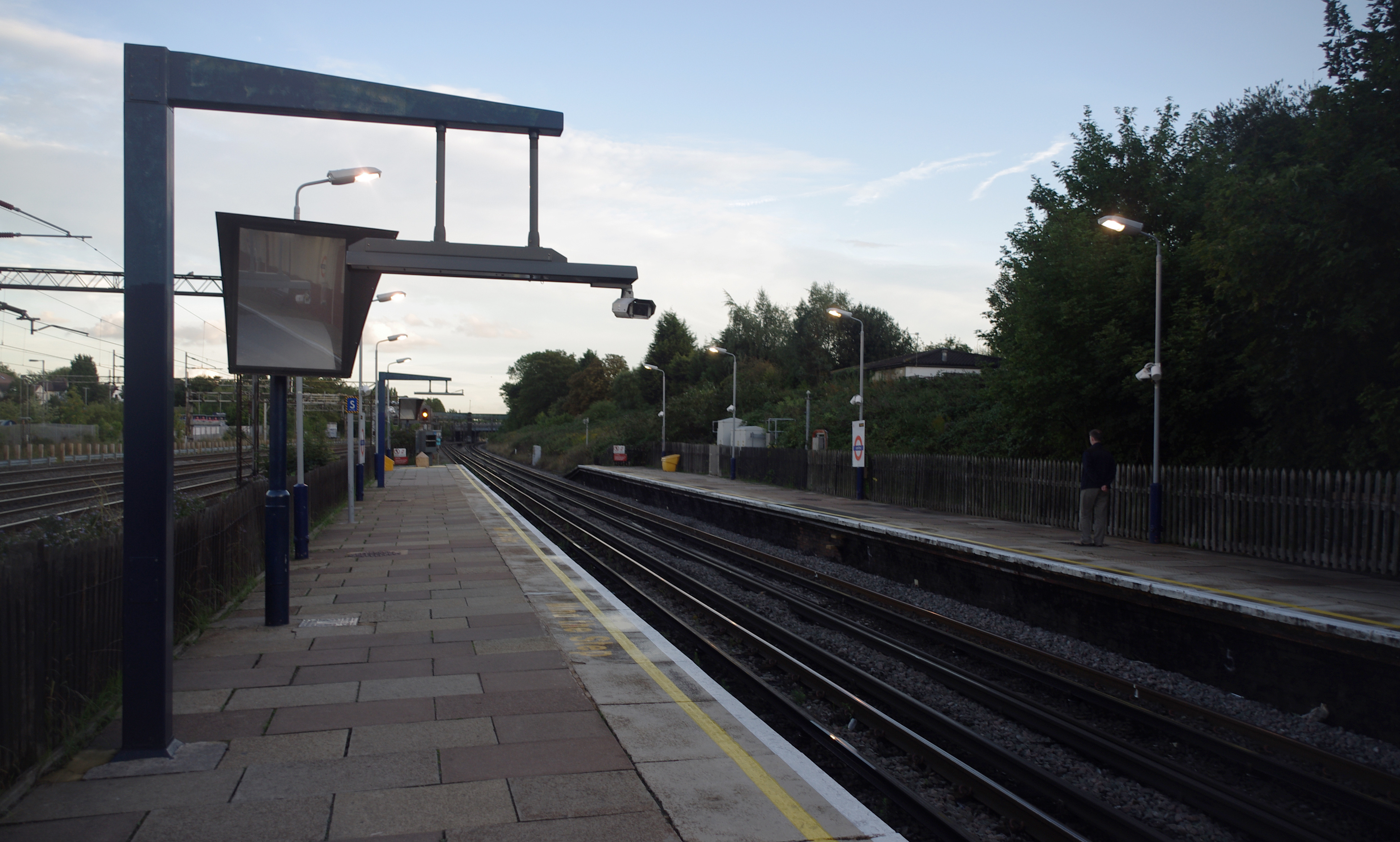
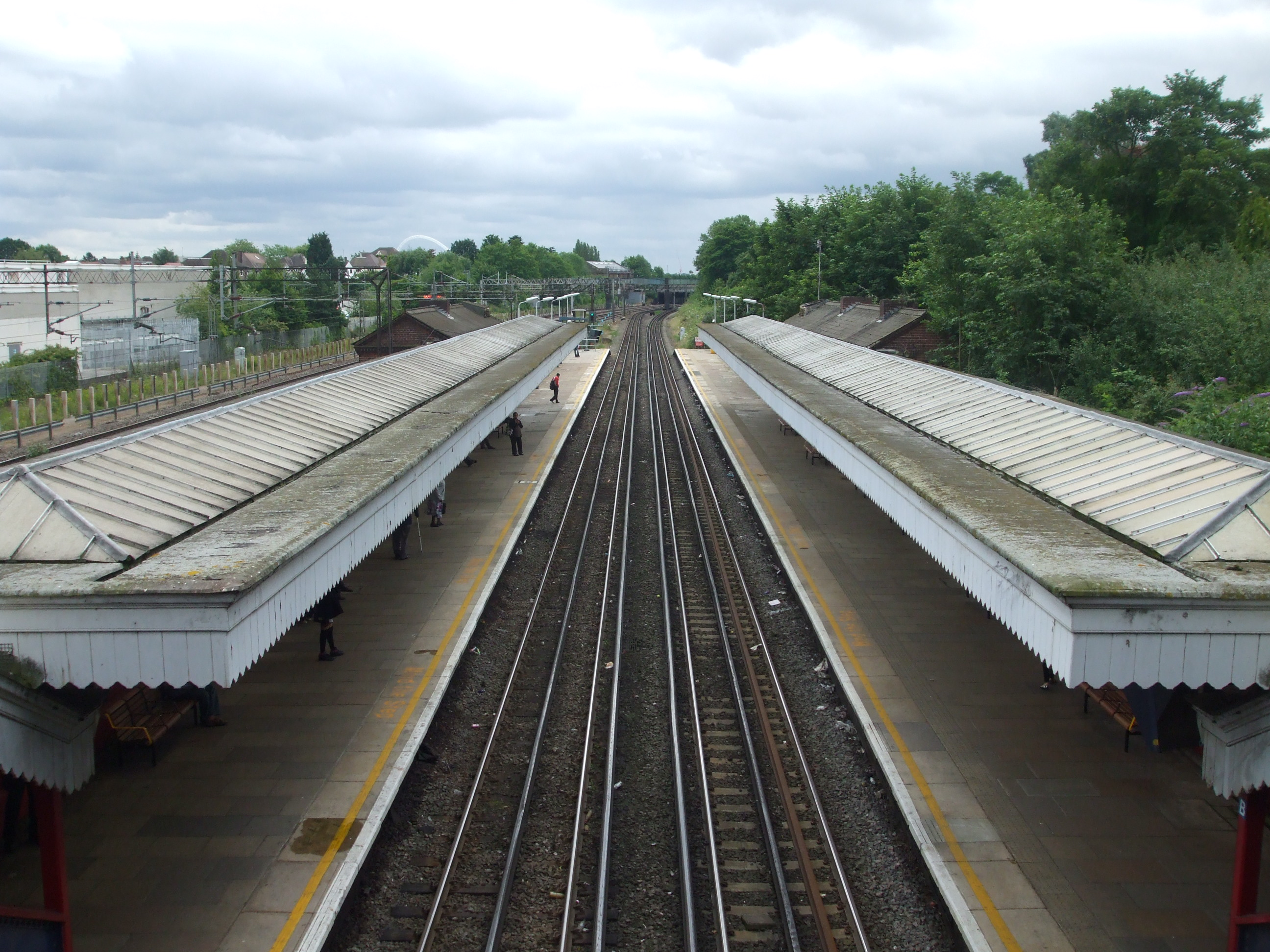
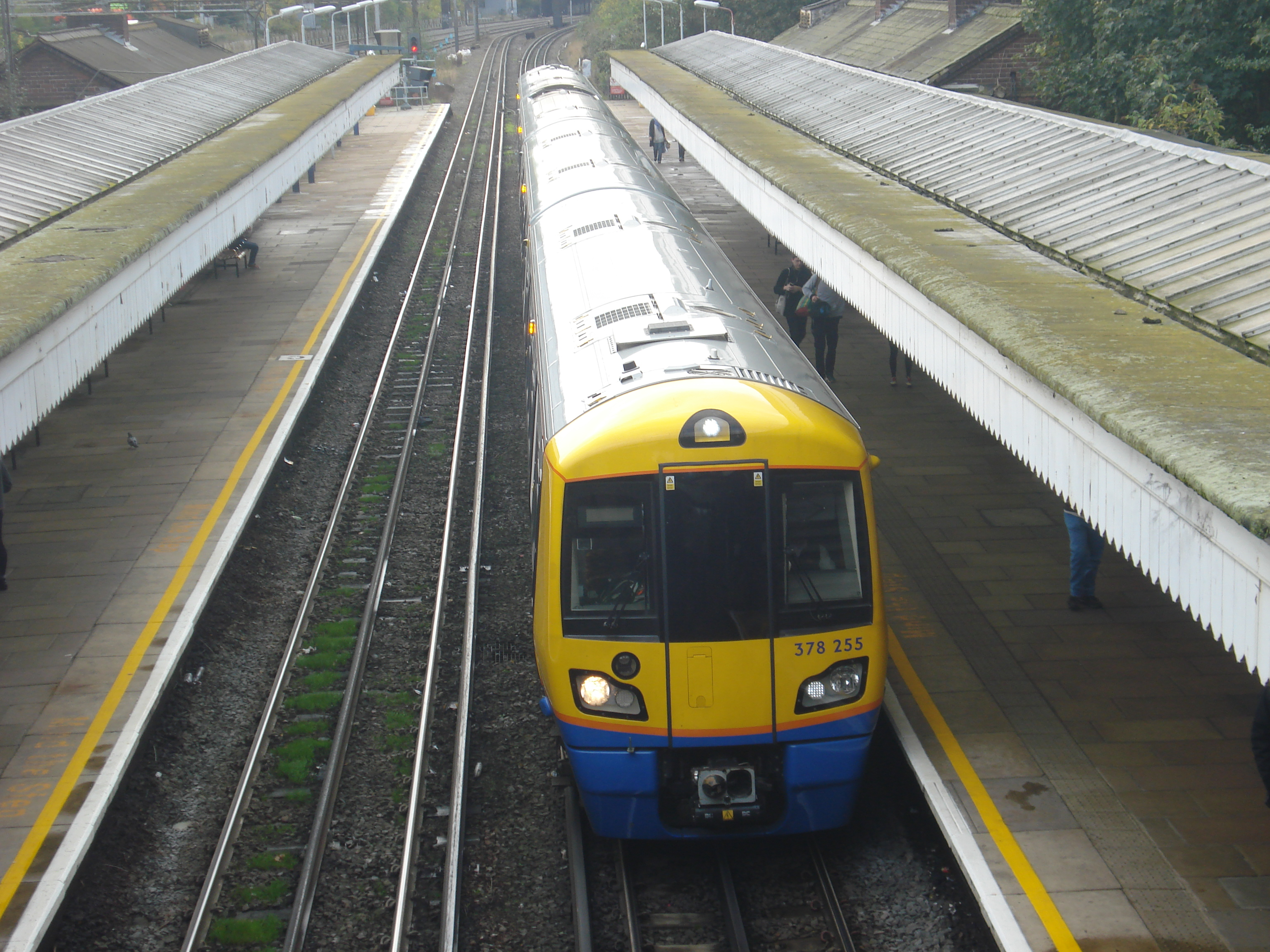

### Intermodalité
Elle est en correspondance avec la station Kenton, de la ligne Bakerloo du métro de Londres, qui utilise la même infrastructure (voies et quais).
Comme la station, la gare est desservie par des lignes des autobus de Londres : 114, 183, 223, H9, H10, H18 et H19.